# آنخل اورتگا
آنخل اورتگا (انگلیسی: Ángel Ortega؛ زادهٔ ۲۰ نوامبر ۱۹۸۹) بازیکن فوتبال اهل اسپانیا است.
از باشگاه‌هایی که در آن بازی کرده‌است می‌توان به باشگاه فوتبال ایبار اشاره کرد.